# Rouilly-Sacey
Rouilly-Sacey é uma comuna francesa na região administrativa de Grande Leste, no departamento de Aube. Estende-se por uma área de 19,48 km². Em 2010 a comuna tinha 389 habitantes (densidade: 20 hab./km²).